# Henryk Borwin I

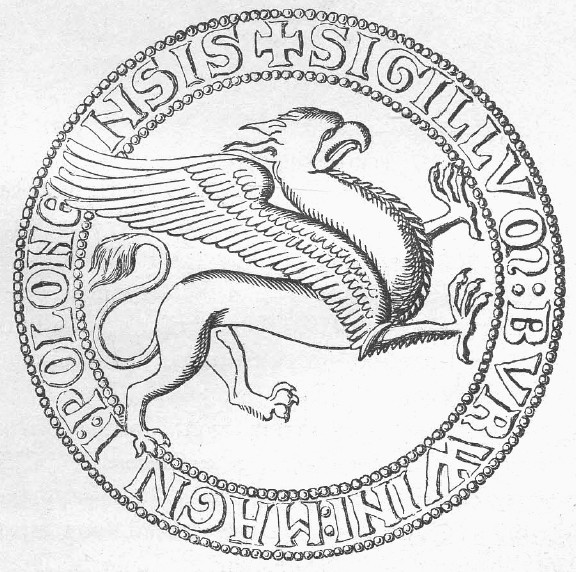
Pieczęć Henryka Borwina I

Henryk Borwin I (zm. 28 stycznia 1227 r.) – książę Meklemburgii od 1178 r.

## Życiorys
Henryk Borwin był synem księcia Meklemburgii Przybysława i Wojsławy, córki księcia pomorskiego Warcisława I. W 1178 r. został następca ojca jako pan Meklemburgii. Zmuszony został do uznania duńskiego zwierzchnictwa. Nadał prawa miejskie Roztoce (niem. Rostock) i Wyszomierzowi (niem. Wismar), dbał o rozwój klasztorów w swym kraju, wspierał niemieckie osadnictwo.
Żoną Henryka Borwina była Matylda, córka z nieślubnego łoża potężnego księcia saskiego i bawarskiego Henryka Lwa. Miał troje dzieci:
- Henryk Borwin II (ok. 1170–1226),
- Mikołaj II (ok. 1170–1225),
- Elżbieta (ok. 1180–1265), ksieni w Wienhausen.